# Американская история ужасов: Шабаш
«Америка́нская исто́рия у́жасов: Ша́баш» (англ. American Horror Story: Coven) — третий сезон телесериала «Американская история ужасов», транслировавшийся на канале FX с 9 октября 2013 по 29 января 2014 года.

## Описание
События разворачиваются через 300 лет после печально известного процесса над салемскими ведьмами, в результате которого около 20 человек было повешено и почти две сотни оказалось за решеткой. Те из них, кто успел избежать расправы, теперь находятся на грани исчезновения. Очередная загадочная атака на ведьминский род заставляет группу юных колдуний отправиться в специальную школу в Новом Орлеане, где их должны научить, как защищаться. Одна из новоприбывших, Зои, имеет некий секрет. Между тем, поднятая на уши внезапной агрессией в адрес их вида, долго отсутствовавшая Верховная ведьма Фиона возвращается в город, преисполненная решимости защитить ведьминский клан.

## В ролях

### Основной состав
- Сара Полсон — Корделия Фокс
- Таисса Фармига — Зои Бенсон
- Фрэнсис Конрой — Миртл Сноу
- Эван Питерс — Кайл Спенсер
- Лили Рэйб — Мисти Дэй
- Эмма Робертс — Мэдисон Монтгомери
- Денис О’Хэр — Сполдинг
- Кэти Бейтс — Дельфина Лалори
- Джессика Лэнг — Фиона Гуд

### Специально приглашённые актёры
- Анджела Бассетт — Мари Лаво
- Габури Сидибе — Куинни
- Дэнни Хьюстон — Дровосек
- Пэтти Люпон — Джоан Рэмси
- Стиви Никс — в роли самой себя

### Второстепенный состав
- Джейми Брюэр — Нэн
- Джош Хэмилтон — Хэнк Фокс
- Александр Дреймон — Люк Рамси
- Лэнс Реддик — Папа Легба
- Майкл Кристофер — Харрисон Ренард
- Лесли Джордан — Квентин
- Робин Бартлетт — Сесиль Пимбрук
- Майк Колтер — Дэвид
- Райли Воулкел — молодая Фиона Гуд
- Кристин Эберсоул — Анна-Ли Лейтон
- Мишель Пэйдж — молодая Миртл Сноу
- Грей Деймон — Арчи Бренер
- Иэн Энтони Дейл — доктор Дэвид Джонг
- Лэнс Э. Николс — детектив Санчес
- Эндрю Лидс — доктор Данфи
- Гэвин Стенхаус — Билли
- Ф. Дж. Будуске — Джимми
- Амир Барака — минотавр Бастьен
- Дана Гурье — Шантэль

### Приглашённые актёры
- Александра Брекенридж — Кэйли
- Мэр Уиннингэм — Алиша Спенсер
- Грейс Гаммер — Милли
- Кайл Секор — Билл
- Рейден Грир — Полин Лалори
- Дженнифер Линн Уоррен — Боркита Лалори
- Эшлинн Росс — Мари Жанн Лалори
- Скотт Майкл Джефферсон — Луи Лалори
- Джеймс Дюмон — доктор Моррисон

## Список эпизодов
| № общий | № в сезоне | Название                                                              | Режиссёр             | Автор сценария            | Дата премьеры   | Произв. код | Зрители США (млн) |
| --- | ---------- | --------------------------------------------------------------------- | -------------------- | ------------------------- | --------------- | ----------- | ----------------- |
| 26 | 1          | «Искусство быть стервой» «Bitchcraft»                                 | Альфонсо Гомес-Рехон | Райан Мёрфи и Брэд Фэлчак | 9 октября 2013  | 3ATS01      | 5,54              |
| Юная Зои обнаруживает, что у неё есть редкий дар. Зои отвозят в загадочную частную школу в Новом Орлеане. Там вместе с остальными тремя ведьмами она начинает учиться контролировать свой дар. Новая соседка по комнате-Мэдисон,приглашает Зои на студенческую вечеринку. Там Зои знакомится с Кайлом, парнем из студенческого братства, и они влюбляются друг в друга. Мэдисон насилуют парни из того же братства, что и Кайл. Мэдисон мстит, переворачивая телекинезом автобус с насильниками, но в том же автобусе находится Кайл. |            |                                                                       |                      |                           |                 |             |                   |
| 27 | 2          | «Части мальчиков» «Boy Parts»                                         | Майкл Раймер         | Тим Майнир                | 16 октября 2013 | 3ATS02      | 4,51              |
| Зои переживает ужасную трагедию. Кайл погиб. С помощью дара она убивает выжившего насильника. В благодарность Мэдисон помогает Зои вернуть возлюбленного. Фиона откапывает Дельфину ЛаЛори, которая пытается привыкнуть к современной жизни. |            |                                                                       |                      |                           |                 |             |                   |
| 28 | 3          | «Подмены» «The Replacements»                                          | Альфонсо Гомес-Рехон | Джеймс Вонг               | 23 октября 2013 | 3ATS03      | 3,78              |
| Мэдисон и Нэн приглянулись новому соседу Люку Рэмси, но у них возникли проблемы с его слишком религиозной матерью Джоан. После встречи с Рэмси у Мэдисон появляется способность к пирокинезу. Ослабевшая Фиона узнает, что у нее рак, и верит, что это вызвано тем, что один из студентов восстал против нее, чтобы занять ее место Верховного. Узнав о растущей силе Мэдисон, Фиона берет ее под свое крыло. Она показывает Мэдисон, что значит быть настоящей ведьмой, и заставляет ее открыть еще одну новую силу, которой она обладает. Поняв, что она - следующая Верховная, Фиона планирует избавиться от нее. Тем временем Зои навещает расстроенную мать Кайла и забирает его домой, не зная о ее истинном облике. Она подвергает Кайла сексуальному насилию. Врач говорит Корделии, что она никогда не сможет иметь ребенка, и она обращается за помощью к Марии Лаво. В наказание за свои преступления, связанные с пытками и издевательствами над рабами в 1830 году, Фиона заставляет расистку Дельфину ЛаЛори быть служанкой у студенток академии, что вызывает напряженность между ней и Куини. |            |                                                                       |                      |                           |                 |             |                   |
| 29 | 4          | «Страшные последствия розыгрыша» «Fearful Pranks Ensue»               | Майкл Аппендал       | Райан Мерфи и Брэд Фэлчак | 30 октября 2013 | 3ATS04      | 3,71              |
| Решения, которые принимает Фиона вновь пробуждают войну между Ведьмами Салемы и Мари Лаво. Председатель Ведьминской Магии неожиданно навещает Академию с настораживающим объявлением. |            |                                                                       |                      |                           |                 |             |                   |
| 30 | 5          | «Гори, Ведьма, Гори!» «Burn, Witch, Burn!»                            | Джереми Подесва      | Джессика Шарцер           | 6 ноября 2013   | 3ATS05      | 3,80              |
| В продолжении предыдущего эпизода, действие которого происходит в ночь на Хэллоуин, Зои и остальные защищаются, когда зомби пытаются проникнуть в академию. Столкнувшись со смертью, Зои открывает в себе новую силу. Мадам ЛаЛори решает, что она была ужасной матерью, когда видит собственных дочерей среди полчищ зомби. После нападения на Корделию, оставившую ее слепой и беспомощной, Фиона также сталкивается с фактом, что она была плохой матерью. После нападения на Корделию и девочек возвращается Совет, но Фионе удается убедить их в том, что глава Совета Миртл Сноу напала на Корделию из-за обиды на Фиону. Миртл приговаривают к сожжению на костре за причинение вреда другой ведьме. В конце появляется Мисти Дэй и воскрешает Миртл. |            |                                                                       |                      |                           |                 |             |                   |
| 31 | 6          | «Дровосек идёт» «The Axeman Cometh»                                   | Майкл Аппендал       | Дуглас Петри              | 13 ноября 2013  | 3ATS06      | 4,16              |
| 1919: Легендарный Новоорлеанский "Дровосек" собирается совершить массовое убийство, но обещает пощадить дома, в которых играет джаз. Тем не менее, девушки Академии решают проигнорировать его угрозы. Сегодня: Для того, чтобы найти Мэдисон, Зои, Куини и Нэн решают воспользоваться спиритической доской, которую Зои находит в шкафу. Но вместо того, чтобы связаться с Мэдисон, они сталкиваются с духом Лесоруба. Он помогает им найти Мэдисон, но вместо ответов девушки получают лишь новые вопросы. Тем временем новая способность Корделии открывает шокирующую правду. |            |                                                                       |                      |                           |                 |             |                   |
| 32 | 7          | «Мёртвые» «The Dead»                                                  | Брэдли Букер         | Брэд Фэлчак               | 20 ноября 2013  | 3ATS07      | 4,00              |
| Фиона находит новые цели в опасной истории любви. Ночь с ЛаЛори приводит к тому, что Куинни интересуется своим местом в Шабаше. Корделия делает судьбоносный вывод о своей матери. |            |                                                                       |                      |                           |                 |             |                   |
| 33 | 8          | «Священное принятие» «The Sacred Taking»                              | Альфонсо Гомес-Рехон | Райан Мёрфи               | 4 декабря 2013  | 3ATS08      | 4,07              |
| Корделия пытается остановить Фиону. При помощи девочек пытается довести мать до самоубийства. Кайл говорит Зои, что любит её. Это слышит Мэдисон. Мари, зная что убить Дельфину нельзя, отрезает ей руку, а затем голову и отправляет последнюю в академию. Посылку получает Фиона. Объявляется охотник на ведьм, который по ошибке нападает на соседей ведьмовской академии. |            |                                                                       |                      |                           |                 |             |                   |
| 34 | 9          | «Голова» «Head»                                                       | Ховард Дойч          | Тим Майнир                | 11 декабря 2013 | 3ATS09      | 3,94              |
| Мари отвергает предложение Фионы о союзе, но позже ей приходится пересмотреть свое мнение, когда охотник на ведьм Хэнк обращает свое внимание на ее племя вуду. История Хэнка раскрывается, показывая, как его отец обучал его быть охотником на ведьм, и как он встретил и очаровал Корделию. Миртл наконец-то отомстила Совету, который ее предал. Тем временем Куини пытается заставить обезглавленную Дельфину оценить современное афроамериканское наследие. Ясновидение Нэн позволяет находящемуся в коме Люку раскрыть темную тайну семьи Рэмси. Кроме того, Миртл восстанавливает зрение Корделии и позволяет ей снова видеть. При этом Корделия теряет способность к видениям. Хэнк врывается в магазин Мари, убивает нескольких вудуистов и ранит Мари, после чего был убит Куини. Джоан задушила Люка подушкой после того, как он узнал, что она убила его отца. |            |                                                                       |                      |                           |                 |             |                   |
| 35 | 10         | «Магические услады Стиви Никс» «The Magical Delights of Stevie Nicks» | Альфонсо Гомес-Рехон | Джеймс Вонг               | 8 января 2014   | 3ATS10      | 3,49              |
| После массового убийства своих людей, Лаво ищет укрытия в Академии Фионы, но темный мастер Папа Легба требует оплатить её долг. Фиона пытается узнать, кто новая Верховная. Она приглашает Стиви Никс в качестве подарка для Мисти, чтобы доказать ей, что если она покажет все свои силы, она получит не только это, а даже больше. Корделия узнает страшную правду о Хэнке и охотниках на ведьм. Мэдисон пытается устранить своих конкуренток за превосходство. Фиона и Мари заключают страшную сделку . |            |                                                                       |                      |                           |                 |             |                   |
| 36 | 11         | «Защита Шабаша» «Protect the Coven»                                   | Брэдли Букер         | Дженнифер Солт            | 15 января 2014  | 3ATS11      | 3,46              |
| Фиона и Лаво переживают страшную стычку с Корпорацией. Зои и Кайл сближаются, но им мешает ревнивая Мэдисон. Миртл наделит Зои даром, который поможет ей бороться, но Зои не знает, стоит ли его принимать. Корделия приносит жертву во имя Шабаша. |            |                                                                       |                      |                           |                 |             |                   |
| 37 | 12         | «Катись в Ад» «Go to Hell»                                            | Альфонсо Гомес-Рехон | Джессика Шарцер           | 22 января 2014  | 3ATS12      | 3,35              |
| Последнее видение Корделии ставит под вопрос будущее Шабаша. Силы Фионы угасают, а девочки открывают в себе новые силы. Куини ищет Мари Лаво, а поиски приводят её в Ад. |            |                                                                       |                      |                           |                 |             |                   |
| 38 | 13         | «Семь Чудес» «The Seven Wonders»                                      | Альфонсо Гомес-Рехон | Дуглас Петри              | 29 января 2014  | 3ATS13      | 4,24              |
| Пришло время для того, чтобы молодые ведьмы прошли через испытания Семи Чудес. Во время испытаний возникнут неожиданные трудности, но в конце новая Верховная взойдет и узнает, что для того, чтобы полностью овладеть своими силами, ей придется преподнести душераздирающую жертву. |            |                                                                       |                      |                           |                 |             |                   |